# James Burton
James Burton (født 21. august 1939 i Louisiana) er en legendarisk amerikansk guitarist og medlem af Rock and Roll Hall of Fame.
James Burton er mest kendt for sit samarbejde med Rick Nelson og Elvis Presley, men også hans samarbejde med blandt andet Merle Haggard, Emmylou Harris og John Denver medførte stor succes.